# Cegielnia (gmina Kleczew)
Cegielnia – wieś w Polsce, położona w województwie wielkopolskim, w powiecie konińskim, w gminie Kleczew. Miejscowość wchodzi w skład sołectwa Sławoszewo.
W latach 1975–1998 miejscowość należała administracyjnie do województwa konińskiego.